# NGC 2019
NGC 2019 is een bolvormige sterrenhoop in het sterrenbeeld Tafelberg. Het hemelobject werd op 24 december 1826 ontdekt door de Schotse astronoom James Dunlop.

## Synoniemen
- ESO 56-SC145